# Fana
Fana – miasto w Mali, w Regionie Koulikoro. Według danych na rok 2009 liczyło 36 854 mieszkańców.